# Jhala Nath Khanal
Jhala Nath Khanal (in nepalese: झलनाथ खनाल; Sakhejung, 20 maggio 1950) è un politico nepalese, primo ministro del Nepal nel 2011.